# 張珩 (嘉靖進士)
張珩（1496年—？年），字汝節，直隶保定府安州人，民籍。

## 生平
治《詩經》，由州學生中式順天府鄉試第二名舉人，年二十八歲中式嘉靖二年（1523年）癸未科會試第十一名，第三甲第十名進士。官河南彰德府推官。

## 家族
曾祖张清。祖父张敏。父张学。母郝氏。严侍下。兄琮、琛、瑜、玠、弟珎、瑶、琳、琚、玶、璠。